# Conus natalis
Conus natalis é uma espécie de gastrópode do gênero Conus, pertencente à família Conidae.